# Leucotrichia chiriquiensis
Leucotrichia chiriquiensis är en nattsländeart som beskrevs av Oliver S. Flint Jr. 1970. Leucotrichia chiriquiensis ingår i släktet Leucotrichia och familjen smånattsländor. Inga underarter finns listade i Catalogue of Life.